# Heini Holtenbeen

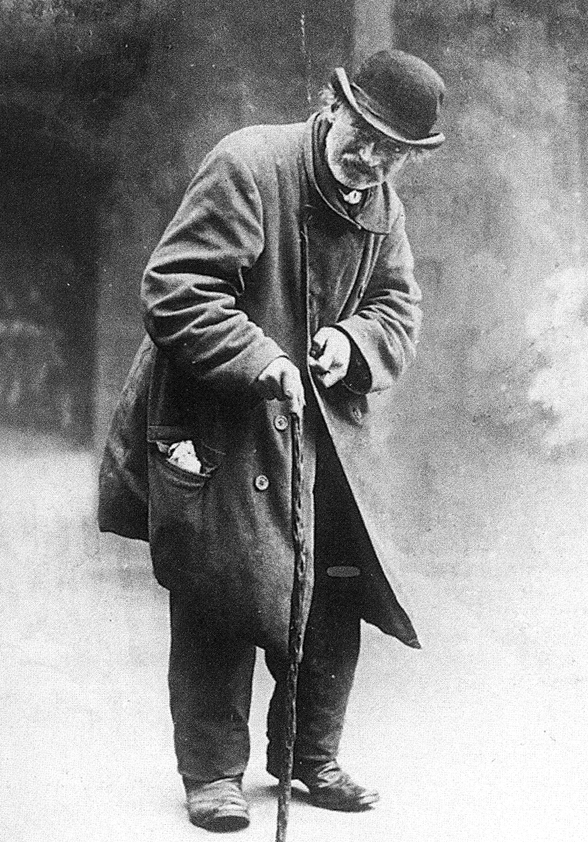
Heini Holtenbeen, um 1905

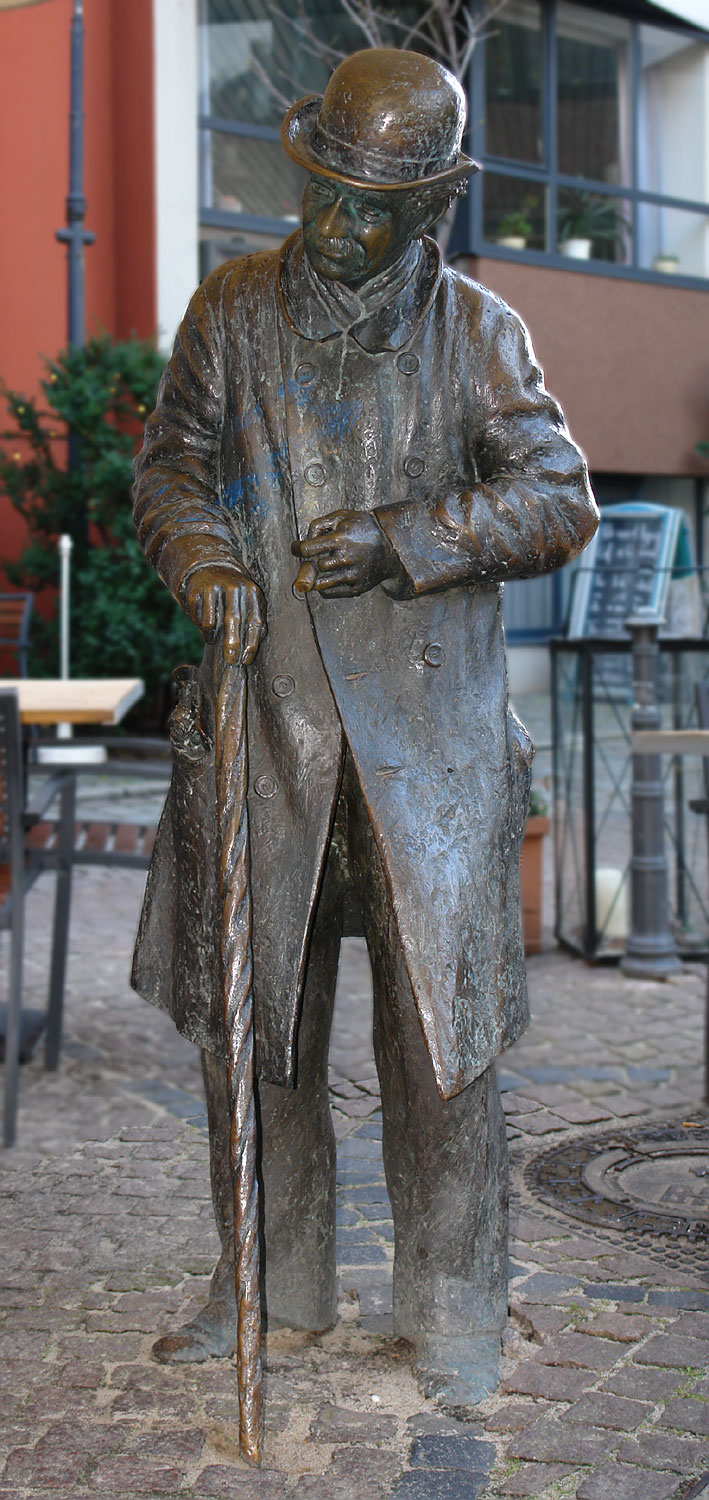
Heini Holtenbeen Denkmal im Schnoor

Heini Holtenbeen, eigentlich Jürgen Heinrich Keberle (* 18. April 1835 in Bremen; † 13. September 1909 in Bremen-Osterholz), war ein bekanntes Bremer Stadtoriginal.

## Biografie
Jürgen Heinrich Keberle – Schreibweise auch Käberlé – war der Sohn eines Schuhmachers aus Böhmen. Die Familie wohnte in Bremen, Auf der Tiefer 20 und ab 1864 Klosterstraße 13. Im selben Jahr starb der Vater. Die Mutter kaufte sich im Ilsabeenstift ein; sie starb 1877. Keberle absolvierte eine Lehre bei einem Tabakküpermeister. Von einem Sturz durch eine Dachluke in der Lehrzeit behielt er bleibende Gehirnschäden und ein lahmes Bein, weshalb er später als Heini Holtenbeen – Plattdeutsch für „Heini Holzbein“ – bekannt wurde (obwohl er kein Holzbein hatte).
In der Folge verdingte er sich zunächst als Dienstmann, zog mit einem Handwagen durch Bremen und nahm Gelegenheitsarbeiten an. Er lebte sehr bescheiden, einige Jahre im Schnoor in verschiedenen Häusern, und lief mit abgewetztem Mantel, zerbeulter Melone und Stock in der Altstadt herum. In der Küche des Künstlervereins Bremen bekam er regelmäßig Essen. Später wurde er dafür bekannt, dass er vor der Börse am Marktplatz die Kaufleute höflich grüßte und ihnen in der Mittagszeit die angerauchten Zigarren abnahm, da dort das Rauchen verboten war. Wenn er nach Geld fragte, nahm er dies stets nur als Darlehen an, das er eines Tages zurückzahlen wollte. Mit der Zeit wurde er durch sein wunderliches und skurriles Verhalten und seine schlagfertigen, plattdeutschen Sprüche ein stadtbekanntes Original. 1899 wurde er in ein Armenhaus eingewiesen. Ab 1900 wohnte er im Stephaniquartier, Vor dem Stephanitor 11 in einer Dachkammer.
Gottlieb Sandersfeldt erlebte Heini Holtenbeen als Kind und schrieb in seiner veröffentlichten Lebensgeschichte viele Jahre später über ihn: „Er war nicht böswillig veranlagt. Er redete nur immer mit sich selbst und erzählte unentwegt etwas über tausend Särge und eine Leiche. Wenn wir ihn auslachten, konnte er schon recht grantig werden, vor allem, wenn er betrunken war. Aber auch Freude hatten wir Heini Holtenbeen bereitet. Im Frühling schenkten wir ihm einen schönen Blumenstrauß aus Wiesenschaumkraut und Spiegelblumen. Dann lachte er und freute sich und gab uns zwei Pfennige“.
Holtenbeen starb am 13. September 1909 im St.-Jürgen-Asyl in Osterholz-Ellen. Bestattet wurde er auf dem Friedhof in Bremen-Oberneuland.

## Bekannte Aussprüche
- „Schanne wert, Schanne wert!“
- „Segg mal, kannst mi nich’n halwen Groschen lenen, ick schrief dat in min Hauptbook in.“
- Besonders bekannt wurde jedoch Heini Holtenbeens Ausspruch: „Teindusend Särge! Teindusend Särge swommt de Weser entlang un keen Minsch will starven.“ Auch in der Variante überliefert: „Teindusend Särge! Teindusend Särge swommt de Weser entlang un keenen for mi.“
- „Und wenn die Welt untergeht, dann geh ich nach Hannover, da hab ich Verwandte.“

## Denkmal
In Bremen-Mitte, im Schnoor in der Nähe vom Concordenhaus, hinter der Holzpforte (Lage) steht seit 1990 das vom Bildhauer Claus Homfeld erstellte Denkmal Heini Holtenbeen aus Bronze.

## Ehrungen und Erinnerungen
- Es gibt den nach ihm benannten Schnoorverein Heini Holtenbeen, dessen Gründungsvorsitzender Senator Rolf Speckmann war.
- In einem Theaterstück von Gottlob Bünte spielt eine nach Heini Holtenbeen benannte Figur die Hauptrolle – zur Premiere des Stücks war Keberle selbst im Theater anwesend.
- Ihm zu Ehren ist in den 1930er Jahren ein Kräuterlikör und Magenbitter Heini Holtenbeen gewidmet worden, hergestellt von einem anderen Bremer Original, dem Akustiker Heinrich W. Lüdeke.
- Im Bremer Geschichtenhaus im Schnoor ist Heini Holtenbeen, dargestellt von wechselnden Schauspielern, Teil der Museumsführung.
- Im Musical Nachts in Bremen treffen die Bremer Originale Heini Holtenbeen und Fisch-Luzie aufeinander.
- In Bremen-Walle wurde der Heini-Holtenbeen-Weg nach ihm benannt.
- Die Bremer Straßenbahn AG hat einen Straßenbahnwagen nach ihm benannt.
- Erwähnt wurde Heini Holtenbeen auch in der Lebensgeschichte seines Zeitgenossen Gottlieb Sandersfeldt, Glasschleifer Meister zu Bremen, geboren am 27. Juni 1883 in Bremen, in seinem Werk „Meine Schule des Lebens“.